# Curtin University

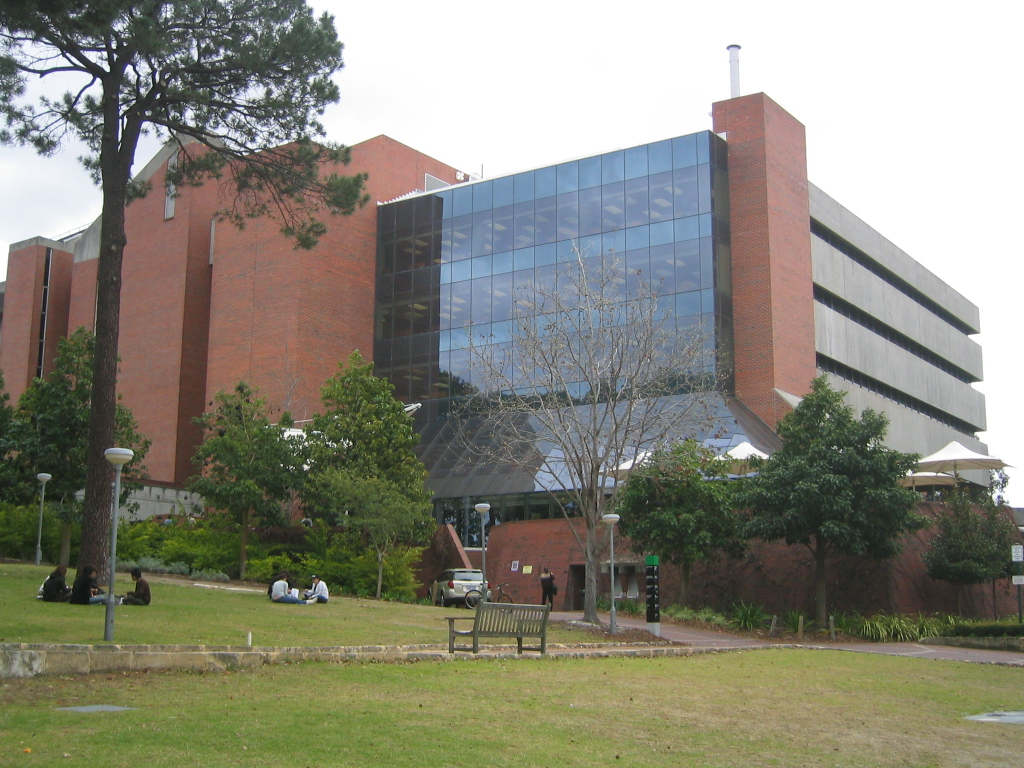
T.L.-Robertson-Bibliothek

Die Curtin University ist eine australische Universität in Perth, Western Australia (Westküste), die 1987 gegründet wurde. Bis 2010 war sie als Curtin University of Technology bekannt. 1998, 1999 und 2000 wurde die Curtin zur besten technischen Universität Australiens gekürt.

## Überblick
Die Universität wurde 1987 als technische Hochschule gegründet. Der Namensgeber der Universität ist der ehemalige australische Ministerpräsident John Curtin. Vorläufer der Curtin University war das 1966 gegründete Western Australian Institute of Technology (WAIT).
Der Hauptcampus der Curtin University in Bentley liegt etwa sechs Kilometer südöstlich vom Zentrum Perth entfernt. Neben den drei Stadtcampus in und um Perth hat die Universität noch ländliche Campus in Kalgoorlie, 600 Kilometer östlich von Perth in den Goldfeldern und in Northam, 100 Kilometer östlich von Perth. Ein weiterer Campus in Miri im Bundesstaat Sarawak (Malaysia) wurde 2002 eröffnet.
Die Curtin University bietet über 850 verschiedene Undergraduate- und Graduate-Kurse an. Bekannt ist die Hochschule insbesondere für ihre Ausbildungs- und Forschungsqualitäten im Ingenieurwesen sowie in den Wirtschaftswissenschaften.
Die Curtin Business School (CBS) war die erste Business-School Australiens, welche das renommierte Qualitätssiegel EQUIS durch die European Foundation for Management Development (EFMD) erhalten hat und bis heute akkreditiert ist.
Das seit 1997 von der Curtin Graduate School of Business durchgeführte MBA-Programm ist AMBA-akkreditiert und belegte 2005 im weltweiten MBA-Ranking der Economist Intelligence Unit Platz 90.

## Zahlen zu den Studierenden
2020 waren 49.956 Studierende an der Curtin University eingeschrieben (2016: 50.197, 2017: 48.888, 2018: 48.647, 2019: 49.204). 38.861 davon (77,8 %) hatten noch keinen ersten Abschluss, 38.530 davon waren Bachelorstudenten. 8.877 (17,8 %) hatten bereits einen ersten Abschluss und 2.013 davon arbeiteten in der Forschung.

## Fakultäten
Die Universität hat ihre Studienfächer in 5 (+1) Fakultäten aufgeteilt:
1. Engineering, Science and Computing
2. Humanities
3. Curtin Business School (CBS)
4. Health Sciences
5. Resources and Environment
6. Offshore Campus in Miri, Malaysia (Curtin Sarawak)

## Sonstiges
Weitere Universitäten in Perth sind die University of Western Australia, Edith Cowan University, Murdoch University und University of Notre Dame Australia. Teilweise haben diese Universitäten Außenstellen in anderen Städten wie Albany, Bunbury, Broome, Esperance und Kalgoorlie.

## Deutsche Partneruniversitäten
- WHU – Otto Beisheim School of Management
- EBS Universität für Wirtschaft und Recht
- FH Aachen
- TU Darmstadt
- Universität Bonn
- Hochschule Hamm-Lippstadt[4]